# Port lotniczy Jezioro Manyara
Port lotniczy Jezioro Manyara (IATA: LKY, ICAO: HTLM) – port lotniczy położony niedaleko Jeziora Manyara, w Tanzanii.

## Linie lotnicze i połączenia
| Linia Lotnicza   | Kierunek                                                                                               |
| ---------------- | --- |
| Coastal Aviation | 1. Arusza 2. Dar es Salaam 3. Dodoma 4. Mwanza 5. Ruaha 6. Selous 7. Seronera 8. Tarangire 9. Zanzibar |
| Flightlink       | 1. Arusza 2. Dar es Salaam 3. Selous 4. Seronera 5. Zanzibar                                           |